# Micropanchax pelagicus
Micropanchax pelagicus är en fiskart som först beskrevs av Richard Dane Worthington 1932.  Micropanchax pelagicus ingår i släktet Micropanchax och familjen Poeciliidae. IUCN kategoriserar arten globalt som livskraftig. Inga underarter finns listade i Catalogue of Life.